# Paranemertes brattstroemi
Paranemertes brattstroemi är en djurart som tillhör fylumet slemmaskar, och som beskrevs av Friedrich 1970. Paranemertes brattstroemi ingår i släktet Paranemertes och familjen Emplectonematidae. Inga underarter finns listade i Catalogue of Life.